# Sécurité sociale au Portugal
Le système de Sécurité sociale au Portugal comprend le système de protection sociale du citoyen, le système de prévoyance et le système complémentaire.

## Régime spéciaux
Les travailleurs de certaines professions (avocats, marins, chercheurs) ont leur propre régime ou peuvent adhérer au régime général.